# Апшеронский район (Россия)
Апшеро́нский район — административно-территориальная единица и муниципальное образование (муниципальный район) в составе Краснодарского края России.
Административный центр — город Апшеронск.

## География

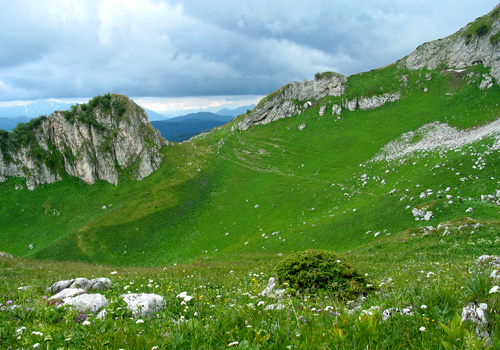
Альпийские луга в Апшеронском районе

Район расположен в южной части Краснодарского края и граничит с Туапсинским районом на западе, Белореченским районом на севере, республикой Адыгея на востоке, городскими округом города Горячий Ключ на северо-западе и городским округом города Сочи на юге.
Площадь района составляет — 2443,2 км². Территория района входит в предгорную зону северного склона и зону средневысотных гор западной оконечности Большого Кавказа. Абсолютные отметки в зоне низкогорий 100—500 м. Эта территория представляет собой невысокие платообразные увалы с общим уклоном к северу и холмистые возвышенности сильно изрезанные балками и оврагами. На юге и юго-востоке Апшеронского района сравнительно небольшую часть занимают высокие горы (1000—1500 м) с резко выраженными формами рельефа.

## История
2 июня 1924 года был образован Апшеронско-Хадыженский район с центром в станице Апшеронская, в составе Майкопского округа Юго-Восточной области. В его состав вошли территории упраздненных Апшеронской, Хадыженской и Гурийской волостей Майкопского отдела Кубано-Черноморской области. Первоначально район состоял из 18 сельских советов: Абхазского, Апшеронского, Гойтх, Гунайского, Елисаветпольского, Имеретинского, Кабардинского, Косякинского, Кубанского, Кубанского 1-го, Линейного, Майнефтепром, Нефтяного, Самурского, Тверского, Хадыженского, Черниговского и Ширванского.
16 ноября 1924 район вошёл в состав Северо-Кавказского края.
В начале 1925 года Апшеронско-Хадыженский район был переименован в Хадыженский район с центром в станице Хадыженской.
10 марта 1925 года из части территории Хадыженского района был выделен Армянский район с центром в селе Елисаветпольском.
31 декабря 1925 года центр района был перенесён в станицу Тверская, а район переименован в Тверской.
28 февраля 1928 года районный центр вновь перенесён в станицу Апшеронскую, а район получил нынешнее название — Апшеронский.
1 ноября 1935 года рабочий посёлок Нефтегорск был преобразован в город, Апшеронский район упразднён, а вся его территория подчинена Нефтегорскому горсовету.
26 марта 1939 года город Нефтегорск вновь преобразован в рабочий посёлок, а из сельсоветов, подчинённых горсовету был образован Нефтегорский район с центром в рабочем посёлке Апшеронском.
16 августа 1940 года Нефтегорский район был разделён на Апшеронский с центром в рабочем посёлке Апшеронский и Нефтегорский с центром в рабочем посёлке Хадыженский.
22 августа 1953 года в состав Апшеронского района вошли 4 сельсовета упраздненного Армянского района: Кубано-Армянский, Режетский, Тубинский, Черниговский.
25 декабря 1956 года был упразднен Нефтегорский район и его территория вошла в состав Апшеронского района.
1 февраля 1963 года все сельские советы Апшеронского района были переданы в Белореченский район, а из числа городских и поселковых советов Апшеронского и Горяче-Ключевского районов был образован Апшеронский промышленный район.
12 января 1965 года Апшеронский промышленный район был упразднён, а в состав восстановленного Апшеронского района были включены также территории бывшего Горяче-Ключевского района.
21 февраля 1975 года Горячий Ключ был отнесен к категории городов краевого подчинения, часть территории Апшеронского района была передана в подчинение Горячеключевского горсовета.
Название района происходит от названия полуострова на востоке Азербайджана близ Баку, на котором располагается одноименный район. Само слово «Апшерон» происходит от персидских слов «аб» (вода) и «шоран» (соленый), «соленая вода»; эта версия этимологии подтверждается большим наличием соленых озер на территории полуострова.

## Население
| 1959     | 1970     | 1979     | 1989     | 2002     | 2010     | 2011    | 2012    | 2013    |
| -------- | -------- | -------- | -------- | -------- | -------- | ------- | ------- | ------- |
| 93 911   | ↗136 398 | ↘85 701  | ↗86 059  | ↗95 048  | ↗98 891  | ↗98 996 | ↗99 471 | ↗99 958 |
| 2014     | 2015     | 2016     | 2017     | 2018     | 2019     | 2020    | 2021    | 2023    |
| ↗100 128 | ↗100 891 | ↗101 468 | ↘101 303 | ↘100 714 | ↘100 349 | ↘99 834 | ↘98 685 | ↘97 294 |
| 2025     |          |          |          |          |          |         |         |         |
| ↘96 151  |          |          |          |          |          |         |         |         |

Урбанизация

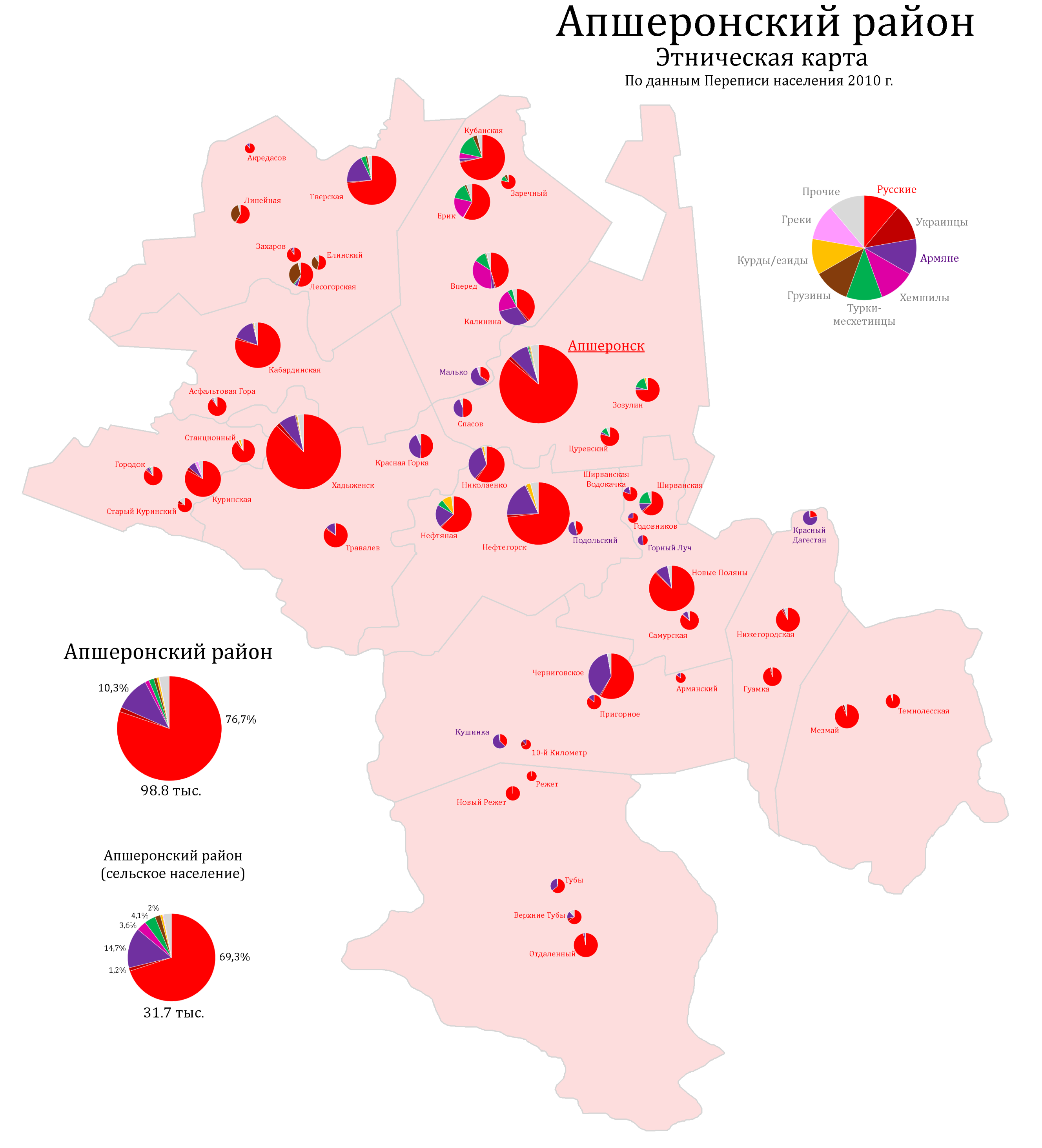
Этническая карта Апшеронского района по каждому населённому пункту, перепись 2010г.

В городских условиях (города Апшеронск и Хадыженск, пгт Нефтегорск) проживают 68.12 % населения района.
Половозрастной состав
По данным Всероссийской переписи населения 2010 года:
| Возраст     | Мужчины, чел. | Женщины, чел. | Общая численность, чел. | Доля от всего населения, % |
| ----------- | ------------- | ------------- | ----------------------- | -------------------------- |
| 0 — 14 лет  | 8 318         | 8 051         | 16 369                  | 16,55 %                    |
| 15 — 59 лет | 31 663        | 30 039        | 61 702                  | 62,40 %                    |
| от 60 лет   | 7 709         | 13 111        | 20 820                  | 21,05 %                    |
| Всего       | 47 690        | 51 201        | 98 891                  | 100,0 %                    |

Мужчины — 47 690 чел. (48,2 %). Женщины — 51 201 чел. (51,8 %).
Средний возраст населения: 39,8 лет. Средний возраст мужчин: 37,2 лет. Средний возраст женщин: 42,2 лет.
Медианный возраст населения: 38,8 лет. Медианный возраст мужчин: 35,6 лет. Медианный возраст женщин: 42,4 лет.
Национальный состав
По итогам переписи населения 2020 года проживали следующие национальности (национальности менее 0,1 % и другое см. в сноске к строке «Другие»):
| Национальность | Численность, чел. | Доля     |
| -------------- | ----------------- | -------- |
| Русские        | 81 790            | 82,88 %  |
| Армяне         | 8026              | 8,13 %   |
| Хемшилы        | 1343              | 1,36 %   |
| Турки          | 1304              | 1,32 %   |
| Грузины        | 844               | 0,86 %   |
| Украинцы       | 450               | 0,46 %   |
| Курды          | 217               | 0,22 %   |
| Езиды          | 209               | 0,21 %   |
| Татары         | 203               | 0,21 %   |
| Азербайджанцы  | 130               | 0,13 %   |
| Белорусы       | 116               | 0,12 %   |
| Узбеки         | 108               | 0,11 %   |
| Другие         | 3945              | 3,99 %   |
| Итого          | 98 685            | 100,00 % |

## Административно-муниципальное устройство
В рамках административно-территориального устройства края, Апшеронский район включает 2 города районного подчинения, 1 поселковый округ и 9 сельских округов.
В рамках организации местного самоуправления в Апшеронский район входят 12 муниципальных образований нижнего уровня, в том числе 3 городских и 9 сельских поселений:
| №  | Муниципальное образование        | Административный центр | Количество населённых пунктов | Население | Площадь, км² |
| -- | -------------------------------- | ---------------------- | ----------------------------- | --------- | ------------ |
| 1  | Апшеронское городское поселение  | город Апшеронск        | 4                             | ↘40 653   | 219,22       |
| 2  | Нефтегорское городское поселение | пгт Нефтегорск         | 4                             | ↘7846     | 175,54       |
| 3  | Хадыженское городское поселение  | город Хадыженск        | 4                             | ↘22 755   | 203,56       |
| 4  | Кабардинское сельское поселение  | станица Кабардинская   | 2                             | ↘2662     | 145,98       |
| 5  | Кубанское сельское поселение     | станица Кубанская      | 6                             | ↘7048     | 200,44       |
| 6  | Куринское сельское поселение     | станица Куринская      | 4                             | ↘3173     | 92,01        |
| 7  | Мезмайское сельское поселение    | посёлок Мезмай         | 2                             | ↘910      | 232,63       |
| 8  | Нижегородское сельское поселение | станица Нижегородская  | 3                             | ↘770      | 106,41       |
| 9  | Новополянское сельское поселение | посёлок Новые Поляны   | 6                             | ↘3213     | 131,06       |
| 10 | Отдалённое сельское поселение    | посёлок Отдалённый     | 5                             | ↘710      | 451,77       |
| 11 | Тверское сельское поселение      | станица Тверская       | 7                             | ↘4941     | 223,10       |
| 12 | Черниговское сельское поселение  | село Черниговское      | 5                             | ↘2613     | 261,52       |

## Населённые пункты
В Апшеронском районе 52 населённых пункта:
| №  | Населённый пункт     | Тип     | Население | Муниципальное образование        |
| -- | -------------------- | ------- | --------- | -------------------------------- |
| 1  | Акредасов            | хутор   | ↘27       | Тверское сельское поселение      |
| 2  | Апшеронск            | город   | ↘39 047   | Апшеронское городское поселение  |
| 3  | Армянский            | хутор   | ↘41       | Черниговское сельское поселение  |
| 4  | Асфальтовая Гора     | посёлок | ↗365      | Кабардинское сельское поселение  |
| 5  | Верхние Тубы         | хутор   | ↘60       | Отдалённое сельское поселение    |
| 6  | Вперёд               | село    | ↗1592     | Кубанское сельское поселение     |
| 7  | Годовников           | хутор   | ↗12       | Новополянское сельское поселение |
| 8  | Горный Луч           | хутор   | ↗37       | Новополянское сельское поселение |
| 9  | Городок              | хутор   | ↗246      | Куринское сельское поселение     |
| 10 | Гуамка               | хутор   | ↗316      | Нижегородское сельское поселение |
| 11 | Десятый Километр     | хутор   | ↘25       | Черниговское сельское поселение  |
| 12 | Елинский             | хутор   | ↘63       | Тверское сельское поселение      |
| 13 | Ерик                 | посёлок | ↗1308     | Кубанское сельское поселение     |
| 14 | Зазулин              | хутор   | ↘630      | Апшеронское городское поселение  |
| 15 | Заречный             | хутор   | ↘82       | Кубанское сельское поселение     |
| 16 | Захаров              | хутор   | ↗144      | Тверское сельское поселение      |
| 17 | Кабардинская         | станица | ↗2408     | Кабардинское сельское поселение  |
| 18 | Калинина             | хутор   | ↗1122     | Кубанское сельское поселение     |
| 19 | Красная Горка        | хутор   | ↘550      | Хадыженское городское поселение  |
| 20 | Красный Дагестан     | хутор   | ↗92       | Нижегородское сельское поселение |
| 21 | Кубанская            | станица | ↗2563     | Кубанское сельское поселение     |
| 22 | Куринская            | станица | ↗1903     | Куринское сельское поселение     |
| 23 | Кушинка              | хутор   | ↘78       | Черниговское сельское поселение  |
| 24 | Лесогорская          | станица | ↗805      | Тверское сельское поселение      |
| 25 | Линейная             | станица | ↘288      | Тверское сельское поселение      |
| 26 | Малько               | хутор   | ↗330      | Кубанское сельское поселение     |
| 27 | Мезмай               | посёлок | ↗774      | Мезмайское сельское поселение    |
| 28 | Нефтегорск           | пгт     | ↘4749     | Нефтегорское городское поселение |
| 29 | Нефтяная             | станица | ↗2065     | Нефтегорское городское поселение |
| 30 | Нижегородская        | станица | ↗472      | Нижегородское сельское поселение |
| 31 | Николаенко           | хутор   | ↗1022     | Нефтегорское городское поселение |
| 32 | Новые Поляны         | посёлок | ↗2315     | Новополянское сельское поселение |
| 33 | Новый Режет          | посёлок | ↘81       | Отдалённое сельское поселение    |
| 34 | Осиновское           | село    | ↘0        | Тверское сельское поселение      |
| 35 | Отдалённый           | посёлок | ↗450      | Отдалённое сельское поселение    |
| 36 | Папоротный           | хутор   | ↘0        | Хадыженское городское поселение  |
| 37 | Подольский           | хутор   | ↗90       | Нефтегорское городское поселение |
| 38 | Пригорное            | село    | ↘66       | Черниговское сельское поселение  |
| 39 | Режет                | посёлок | ↘7        | Отдалённое сельское поселение    |
| 40 | Самурская            | станица | ↗323      | Новополянское сельское поселение |
| 41 | Спасов               | хутор   | ↘357      | Апшеронское городское поселение  |
| 42 | Станционный          | посёлок | ↗976      | Куринское сельское поселение     |
| 43 | Старый Куринский     | хутор   | ↘62       | Куринское сельское поселение     |
| 44 | Тверская             | станица | ↘3158     | Тверское сельское поселение      |
| 45 | Темнолесская         | станица | ↗144      | Мезмайское сельское поселение    |
| 46 | Травалёв             | хутор   | ↗456      | Хадыженское городское поселение  |
| 47 | Тубы                 | село    | ↘137      | Отдалённое сельское поселение    |
| 48 | Хадыженск            | город   | ↘21 700   | Хадыженское городское поселение  |
| 49 | Цуревский            | хутор   | ↗324      | Апшеронское городское поселение  |
| 50 | Черниговское         | село    | ↗2666     | Черниговское сельское поселение  |
| 51 | Ширванская           | станица | ↗646      | Новополянское сельское поселение |
| 52 | Ширванская Водокачка | посёлок | ↗53       | Новополянское сельское поселение |

## Экономика

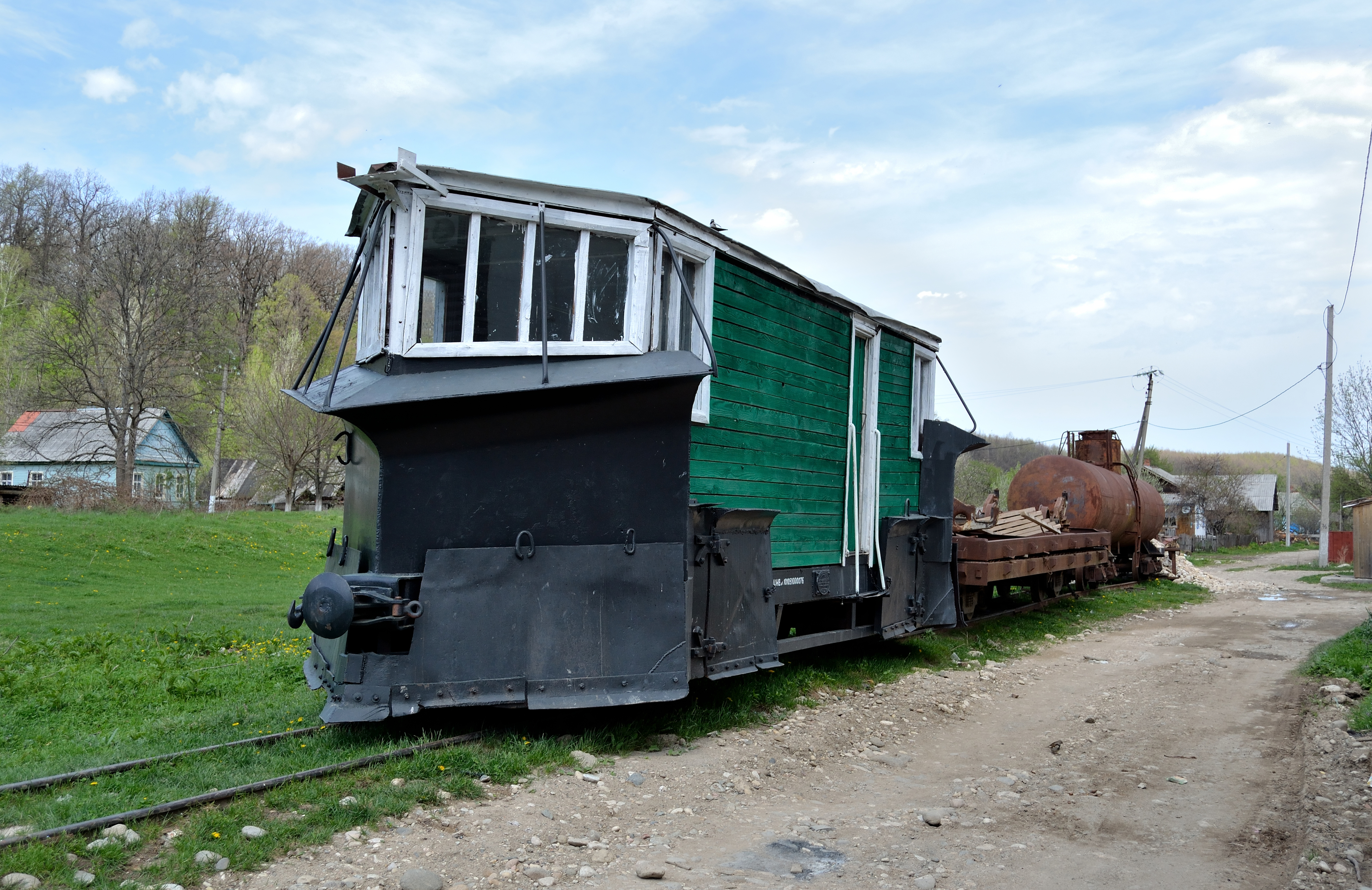
Апшеронская узкоколейка

Промышленность района представлена 260 предприятиями, занимающихся машиностроением, металлообработкой, заготовкой леса, деревообработкой, пищевой промышленностью и др., которые составляют четвертую часть хозяйственных структур. Основными видами выпускаемой продукции являются: нефтепромысловое оборудование, сельскохозяйственные машины и оборудование, паркет, пиломатериалы, погонажные изделия из древесины, строительные материалы, продукты питания — хлебобулочные и кондитерские изделия, макароны, мука, пиво, вино, безалкогольные напитки, цельномолочная продукция. Из общего количества промышленных предприятий 69 % составляют предприятия и предприниматели лесопромышленного комплекса.
На территории района 9 490 га сельскохозяйственных угодий, из них пашни 5 795 га, земли крестьянско-фермерских хозяйств 437 га. В ведении местных административных округов 16 446 га земли. Основная территория относится к земле лесного фонда 19 848 га.
Транспорт
Апшеронская узкоколейная железная дорога — крупнейшая горная узкоколейная железная дорога на территории России.

## Археология и палеоантропология
В бассейне реки Матузка в 2 км к юго-западу от хутора Гуамка находится среднепалеолитический памятник пещера Матузка. В ранневюрмском слое 56 пещеры Матузка обнаружен фрагмент верхнего правого латерального резца неандертальца.